# Dekanat Würzburg-Stadt
Das Dekanat Würzburg-Stadt war bis zum Jahr 2020 eines von 20 Dekanaten im römisch-katholischen Bistum Würzburg. Mit Wirkung vom 1. Oktober 2020 ging es im neuen Dekanat Würzburg, das Stadt und Landkreis Würzburg umfasst, auf.
Es umfasste das Stadtgebiet Würzburg und grenzte im Norden und Osten an das Dekanat Würzburg rechts des Mains, im Süden an das Dekanat Ochsenfurt und im Westen an das Dekanat Würzburg links des Mains.
Achtunddreißig Pfarrgemeinden und sechs Kuratien hatten sich bis 2010 zu sieben Pfarreiengemeinschaften zusammengeschlossen. Lediglich die Pfarreien St. Josef der Bräutigam in Grombühl, St. Laurentius in Lengfeld mit St. Lioba im Pilziggrund, sowie die Pfarrei des Juliusspitals und des Priesterseminars blieben Einzelpfarreien.
Dekan war der Domkapitular Jürgen Vorndran, der auch Pfarrer der Pfarreiengemeinschaft Würzburg-Innenstadt war. Sein Stellvertreter war Werner Vollmuth, Priesterseelsorger der Diözese Würzburg.

## Gliederung
Sortiert nach Pfarreiengemeinschaften werden die Pfarreien (alphabetisch) genannt, alle zu einer Pfarrei gehörigen Exposituren, Benefizien, Filialen und Kapellen werden direkt nach der jeweiligen Pfarrei, aufgezählt. Weiterhin werden auch die beiden Einzelpfarreien am Ende aufgelistet.

### Pfarreiengemeinschaften

#### Pfarreiengemeinschaft Innenstadt
- Dompfarrei St. Kilian, Innenstadt
- Hofpfarrei Allerheiligste Dreifaltigkeit, Innenstadt
- Pfarrei Neumünster St. Johannes Evangelist mit Marienkapelle (Würzburg) (beide Innenstadt)
- Pfarrei Stift Haug St. Johannes der Täufer und St. Johannes  Evangelist, mit der Kapelle des Bürgerspitals (beide Innenstadt)
- Pfarrei St. Gertraud, Pleich
- Pfarrei St. Peter und Paul, Innenstadt

Außerdem befinden sich noch auf dem Gebiet der Pfarreiengemeinschaft:
- das Priesterseminar Würzburg mit eigener Pfarrei
- die Juliusspital mit eigener Pfarrei
- die Klöster der Augustiner-Chorherren, der Franziskaner-Minoriten und der Ursulinen
- die ehemalige Universitätskirche
- das Mutterhaus der Kongregation der Schwestern des Erlösers (Erlöserschwestern)

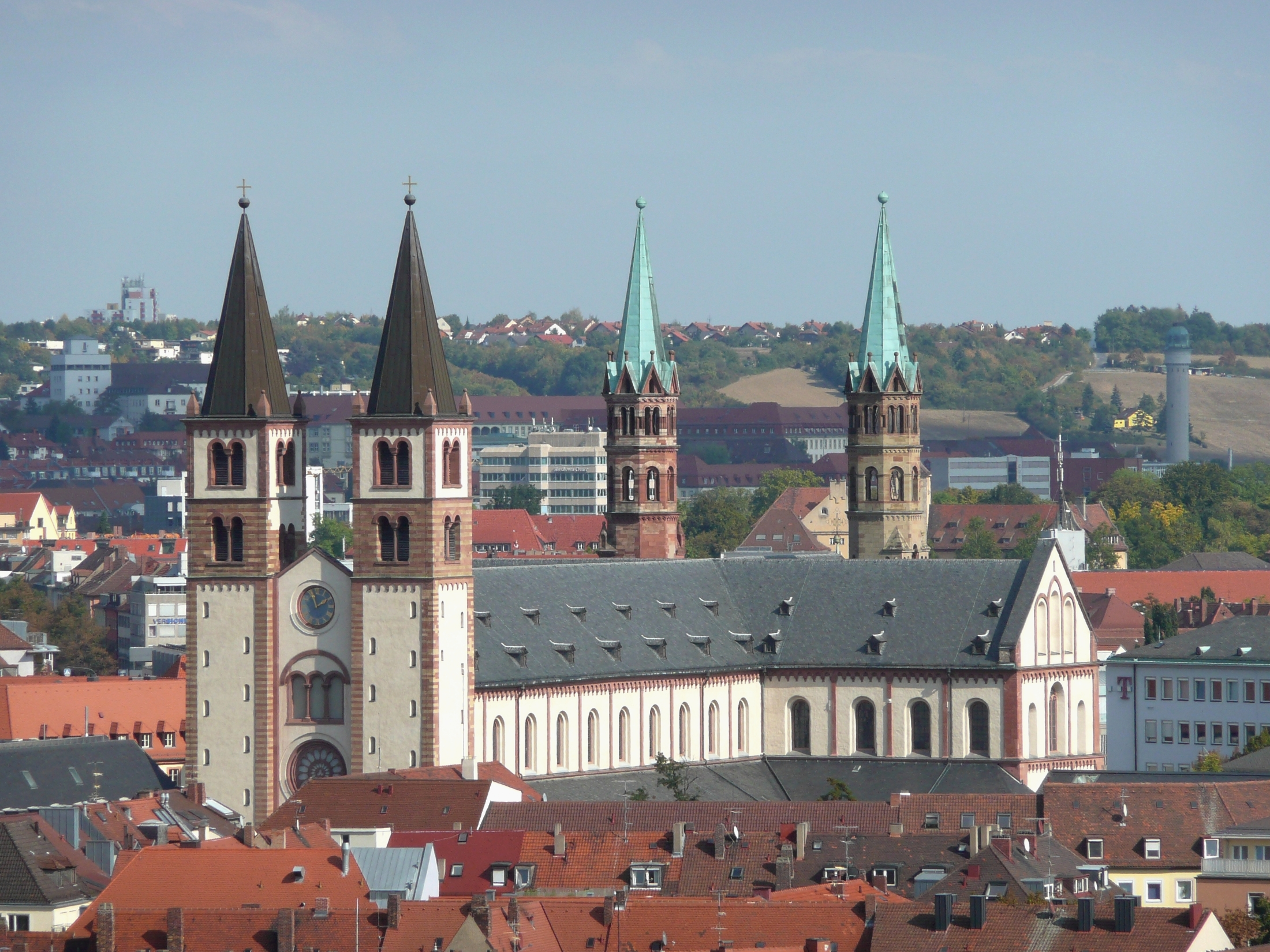
Dom St. Kilian
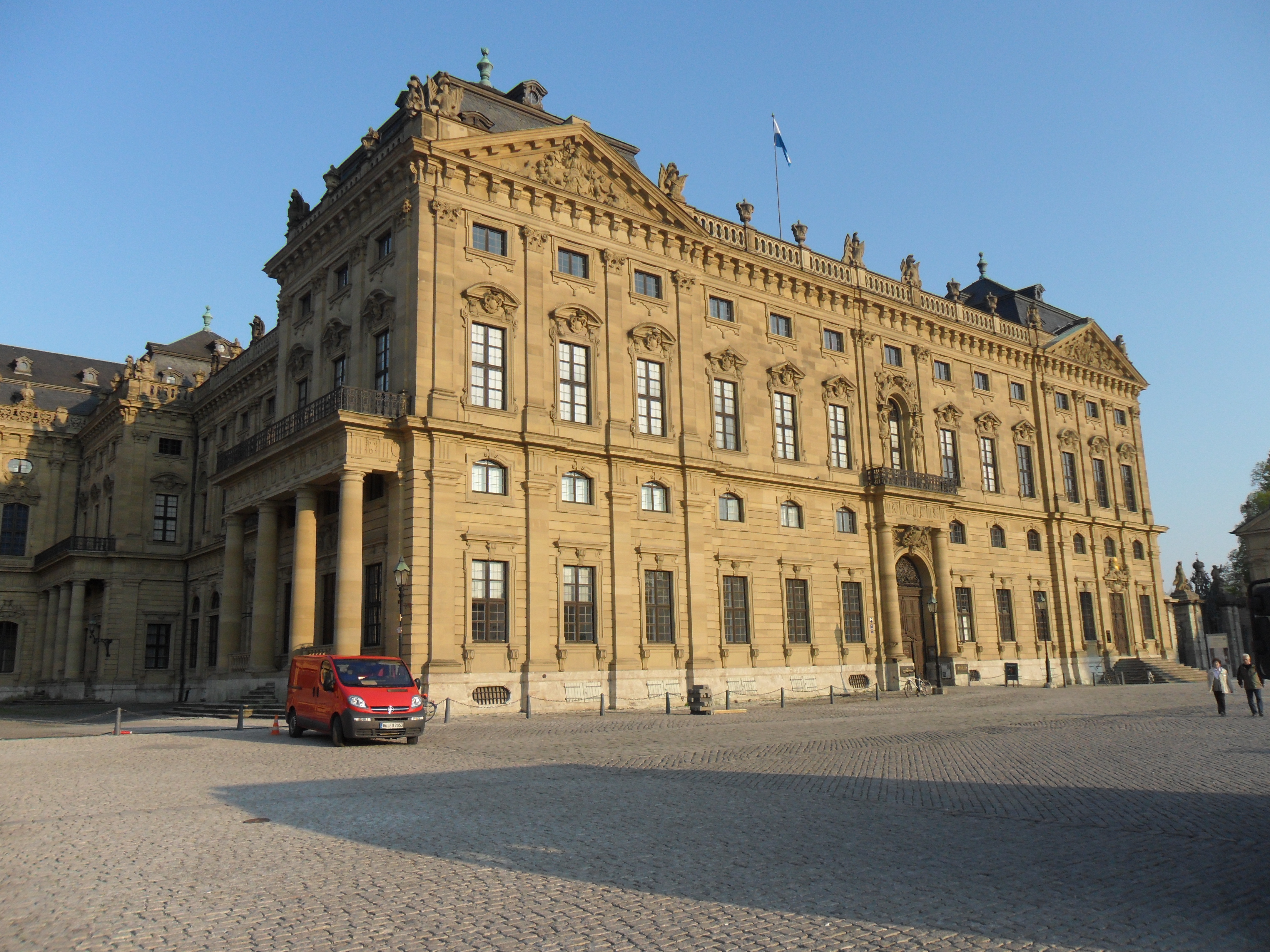
Hofkirche
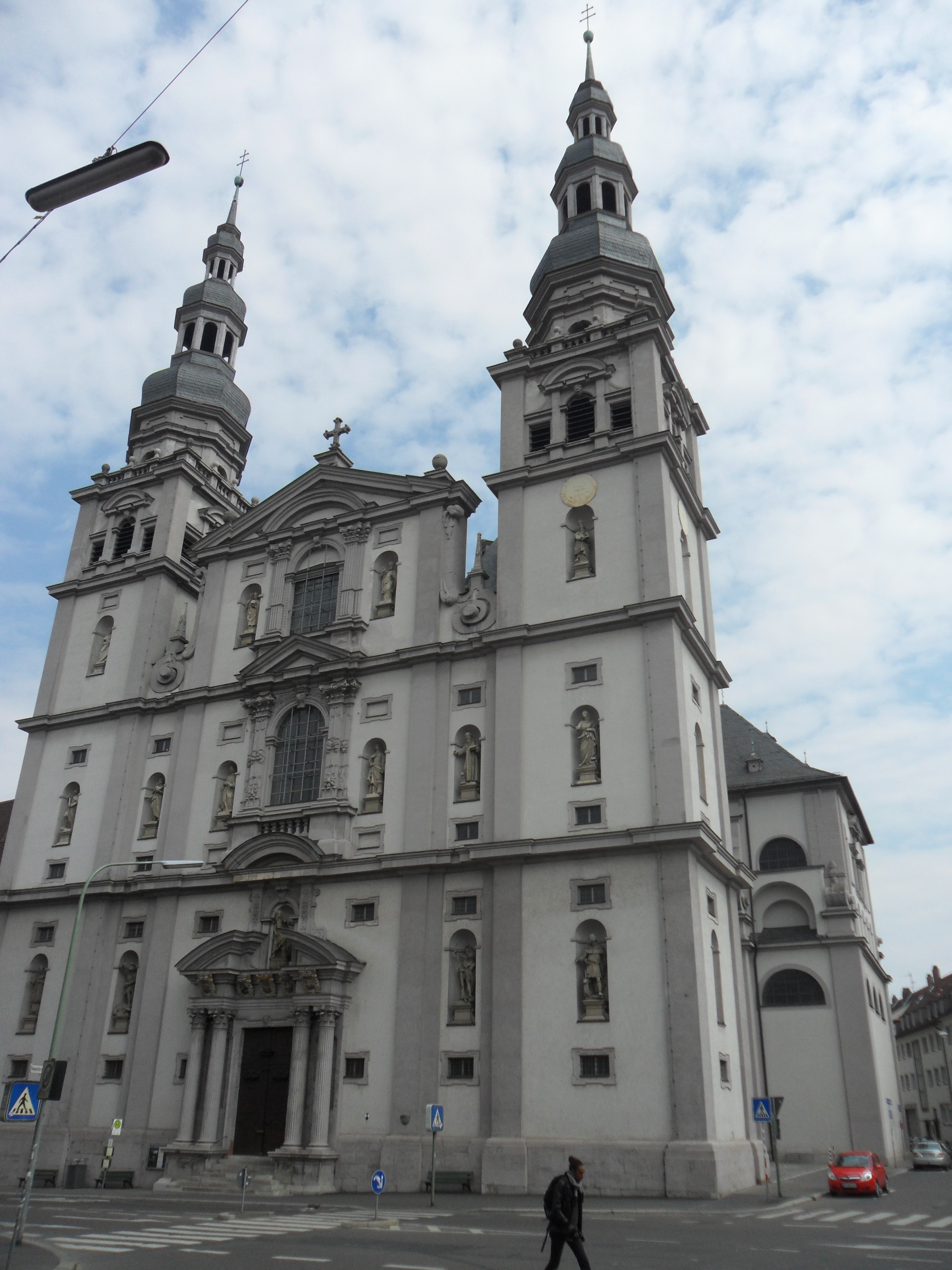
Stift Haug
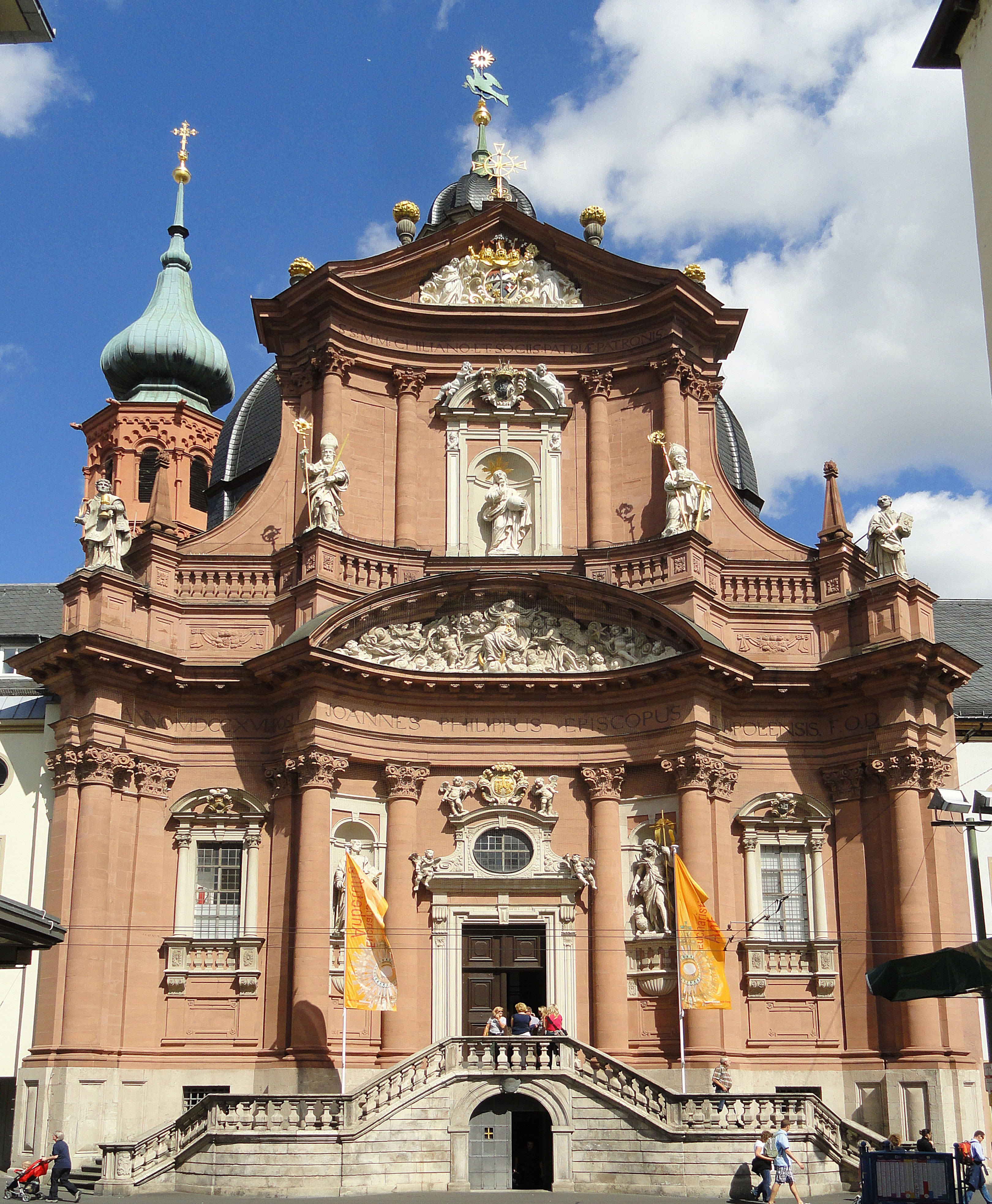
Neumünster
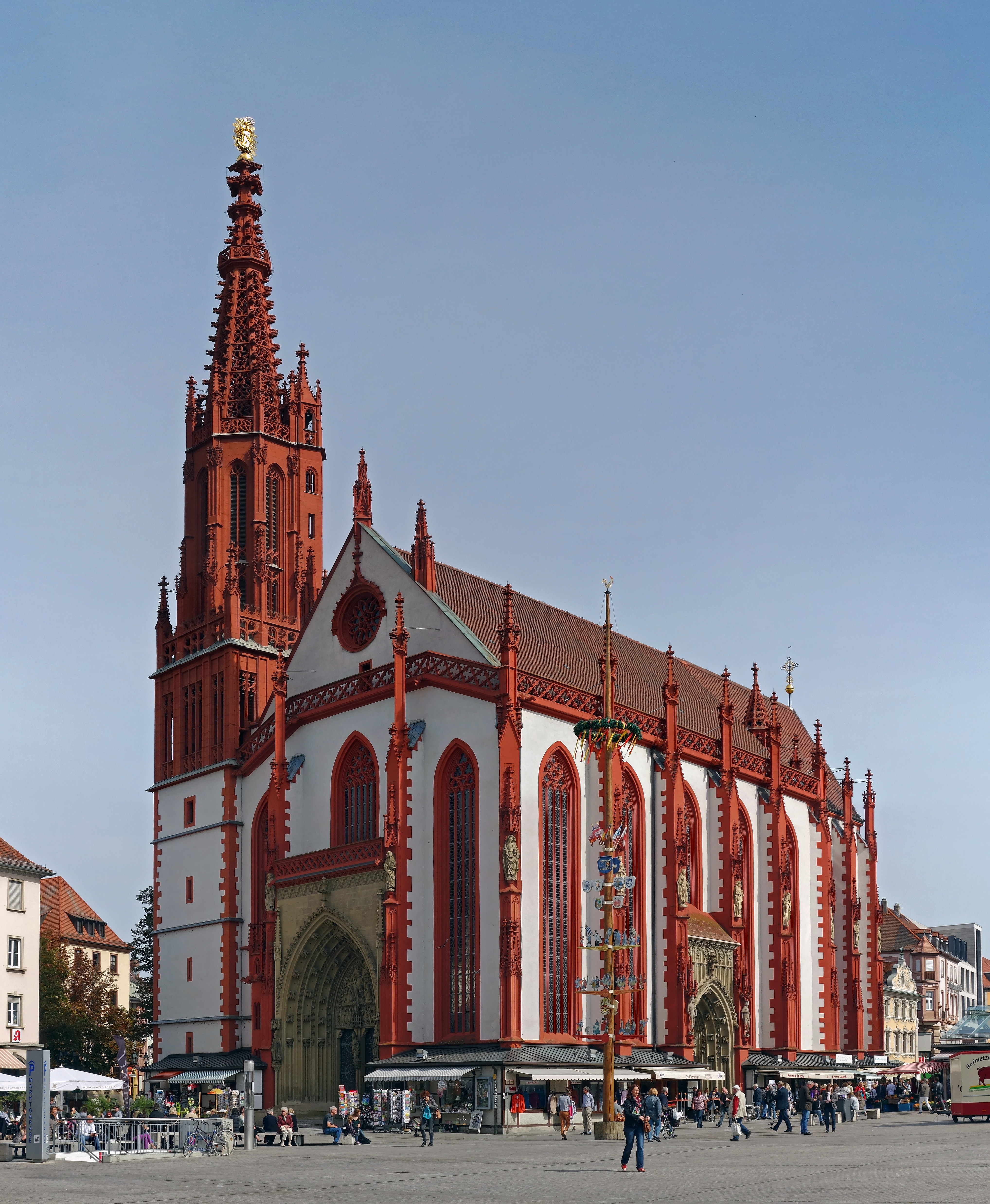
Marienkapelle
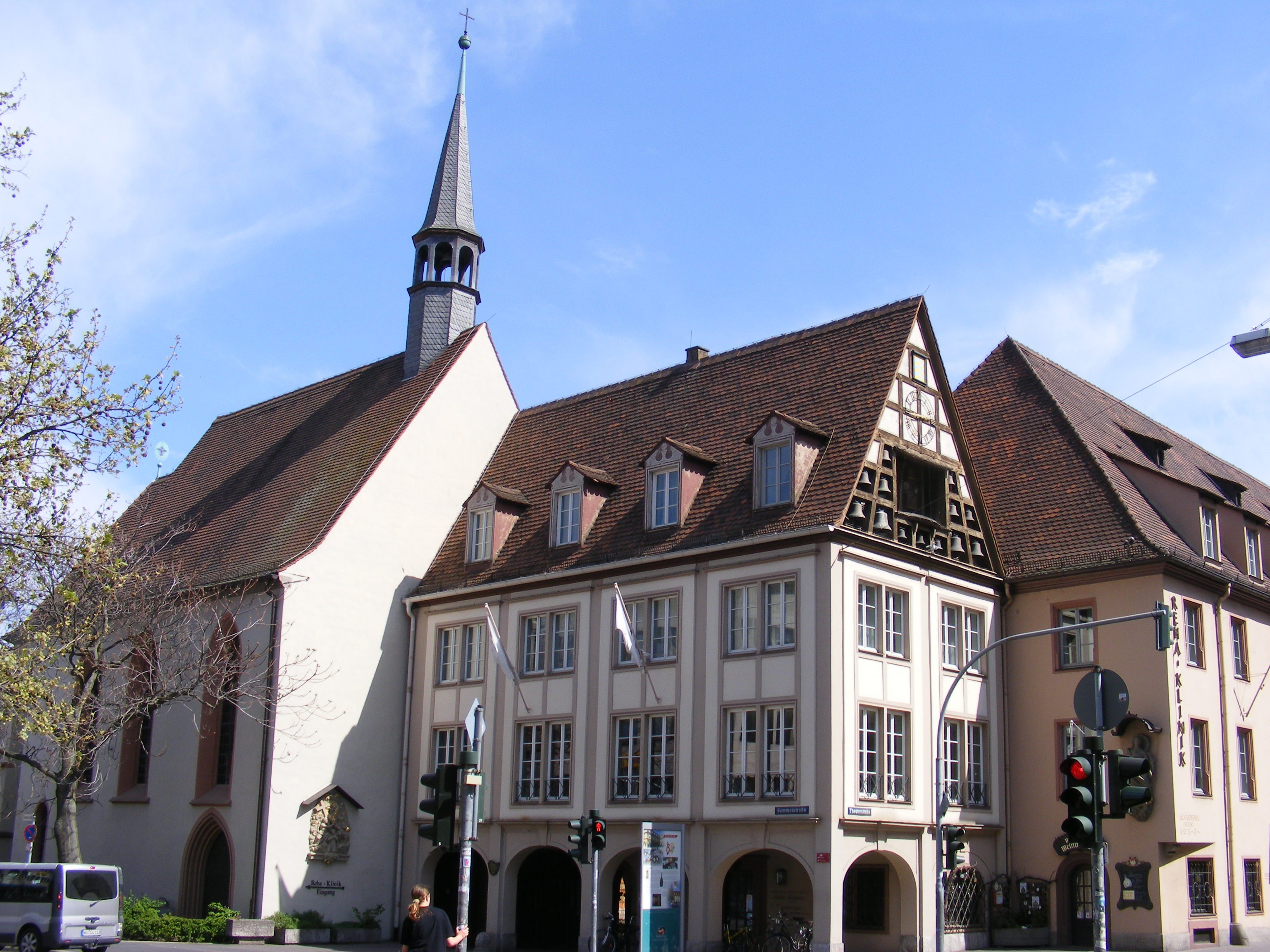
Bürgerspital mit Kapelle
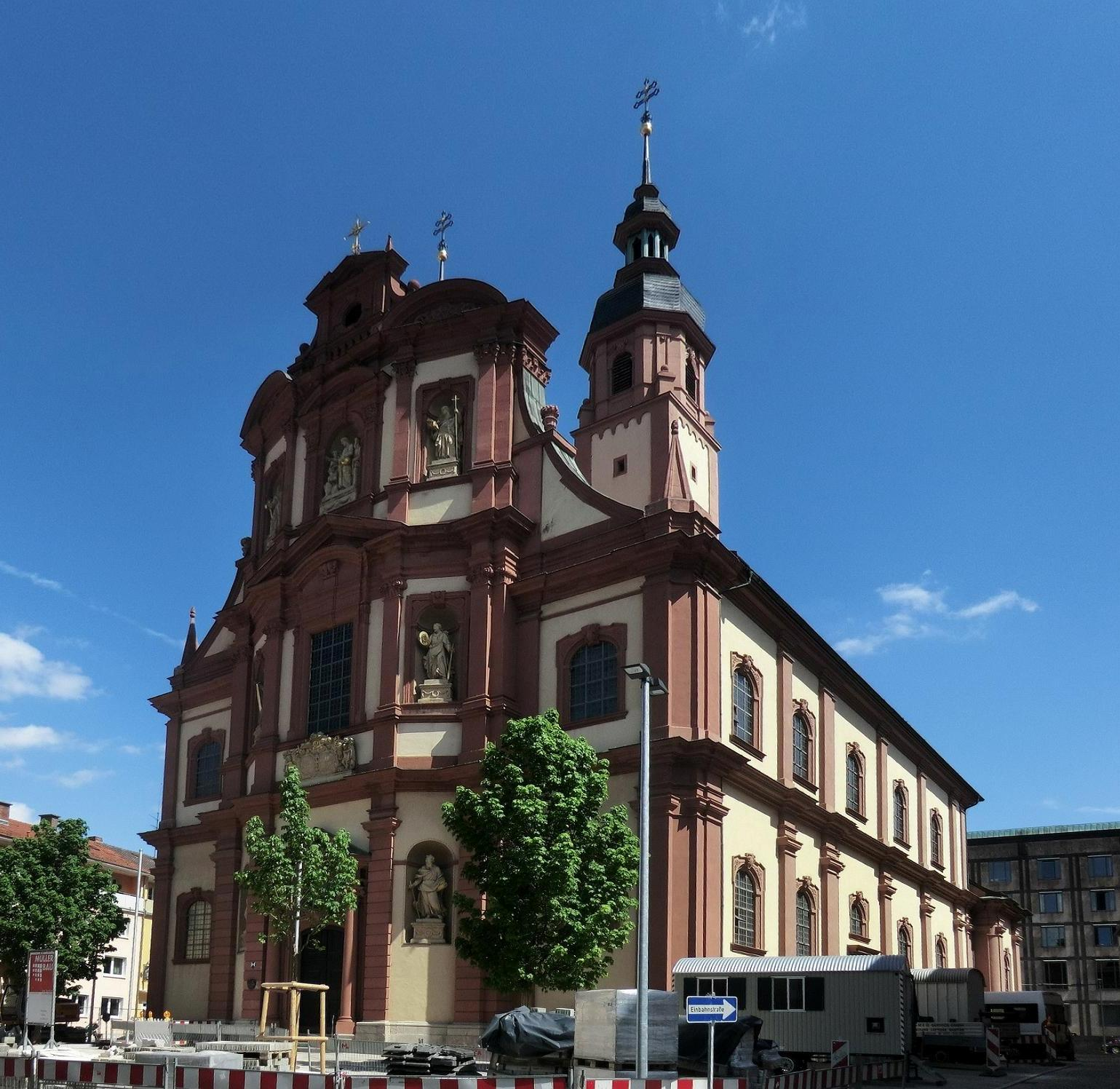
St. Peter und Paul
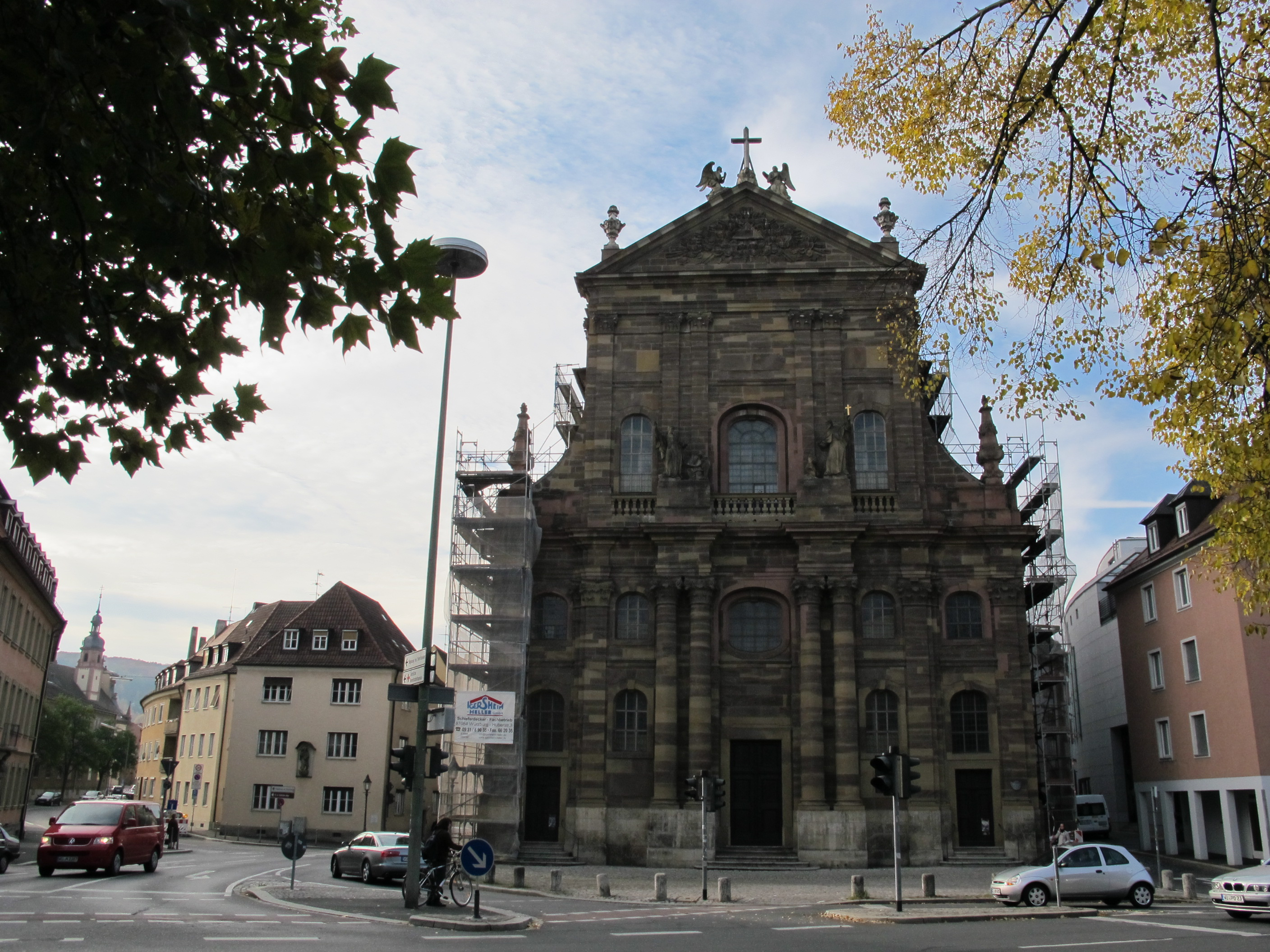
Kirche des Priesterseminars (St. Michael)
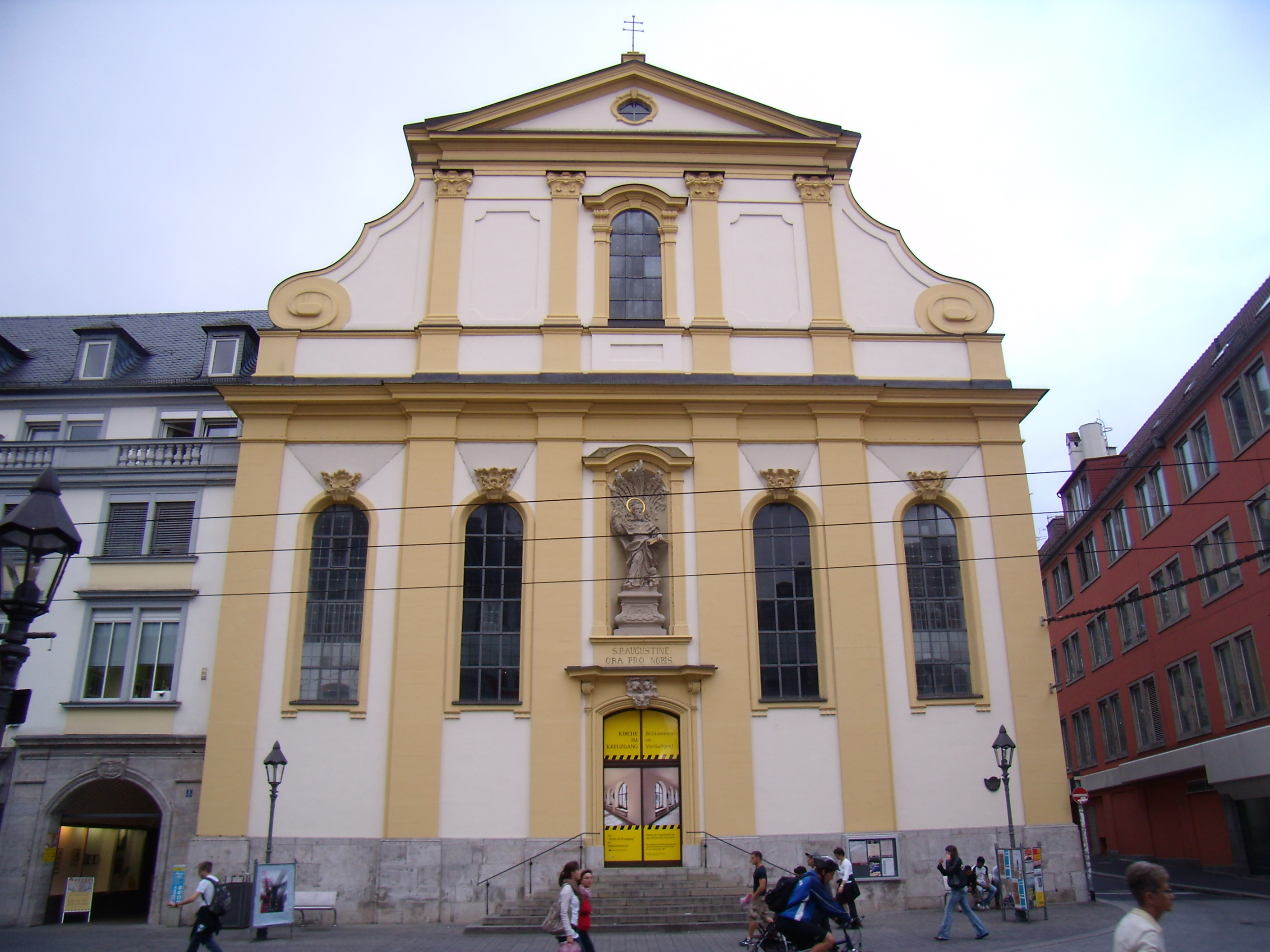
Augustinerkirche
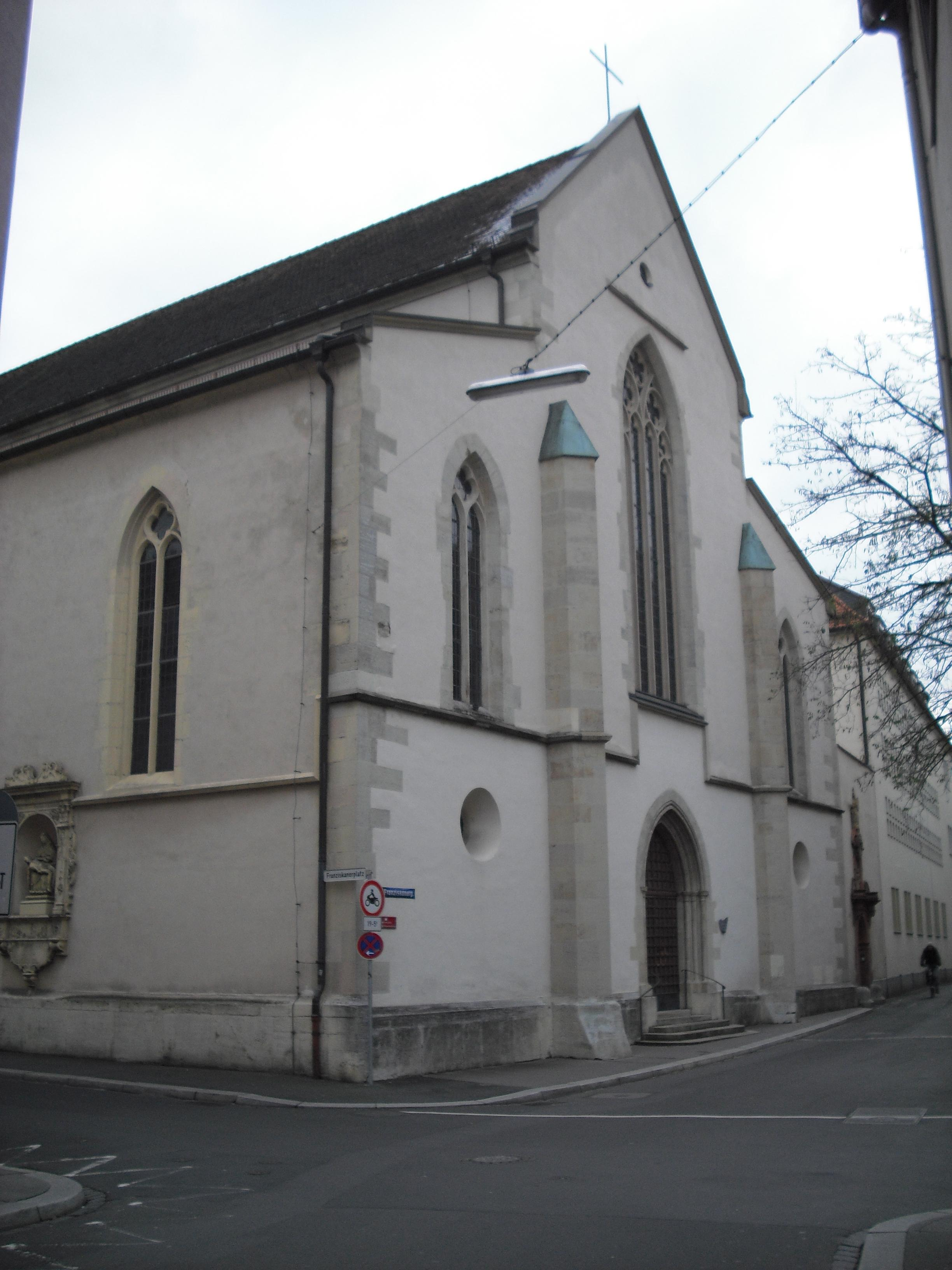
Franziskanerkirche
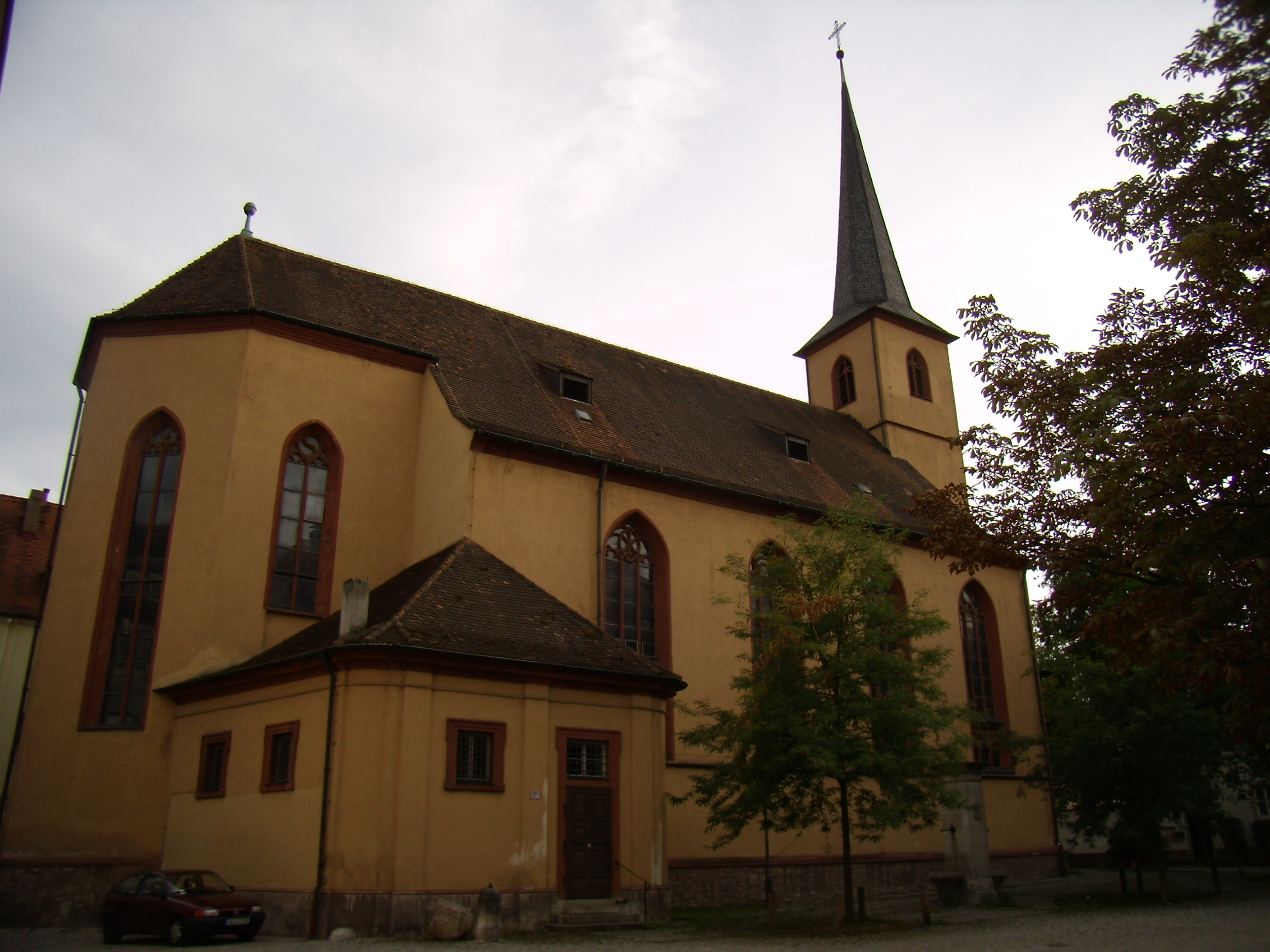
St. Gertraud-Pleich

#### Pfarreiengemeinschaft Dürrbachtal
Die neuen Stadtteile Unterdürrbach und Oberdürrbach kamen 1975 zum Stadtdekanat.
- Pfarrei St. Josef der Arbeiter, Oberdürrbach (zwei Kirchen mit gleichem Namen)
- Pfarrei St. Rochus und St. Sebastian Unterdürrbach
- Kuratie Heilig Geist, Dürrbachau

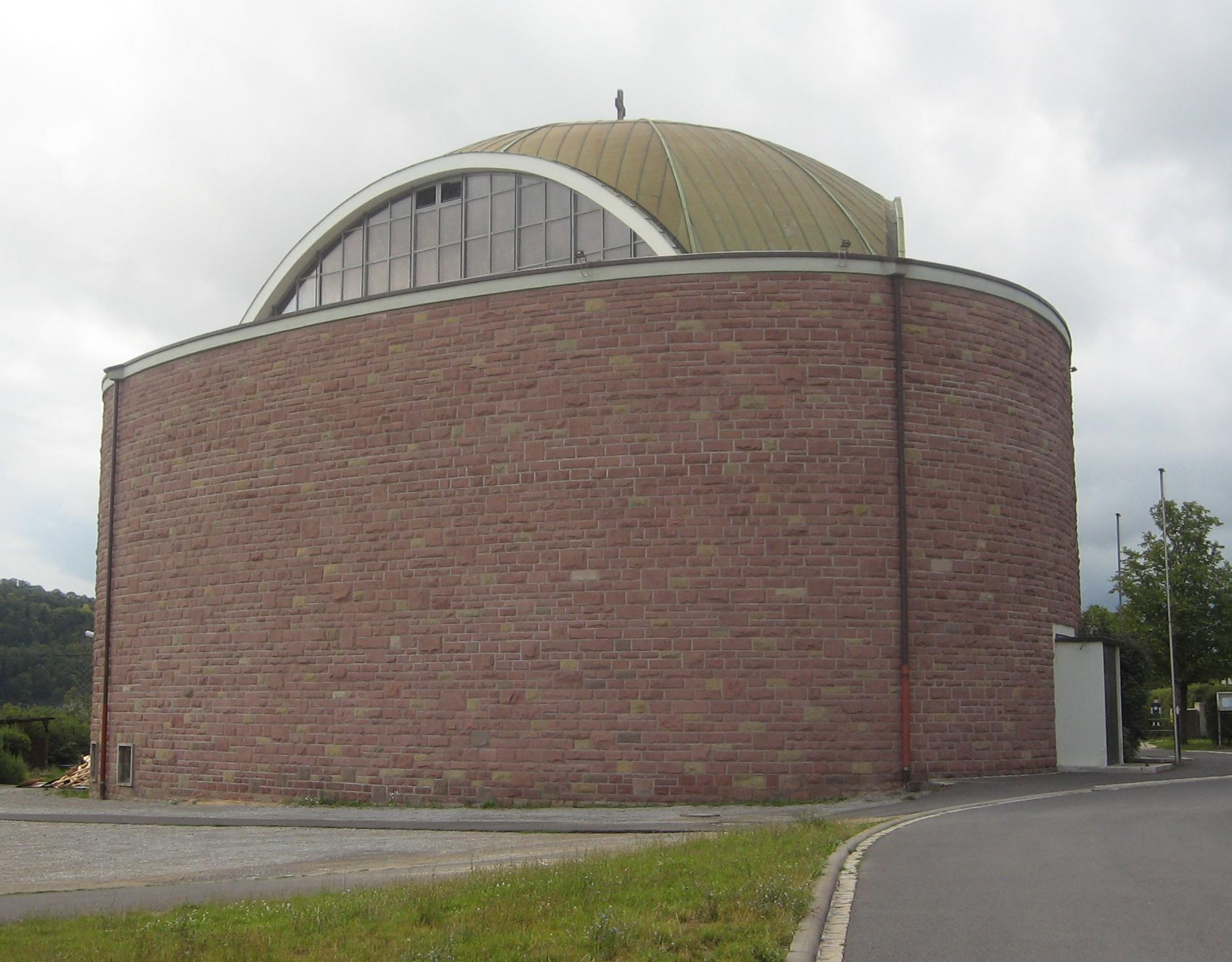
Heilig Geist in der Dürrbachau

#### Pfarreiengemeinschaft Sanderau
- Pfarrei St. Adalbero, Sanderau
- Pfarrei St. Andreas, Sanderau

Außerdem befinden sich noch auf dem Gebiet der Pfarreiengemeinschaft:
- das Provinzialat der Claretiner
- das Mutterhaus der Ritaschwestern

Eine Besonderheit der Pfarreiengemeinschaft ist die enge Kooperation mit den Claretinern und den Ritaschwestern. Es wurde unter anderem ein gemeinsames Logo entwickelt, in dem alle vier Teile ein gemeinsames Puzzle bilden. Man sieht sich auch gemeinsam als Partner.

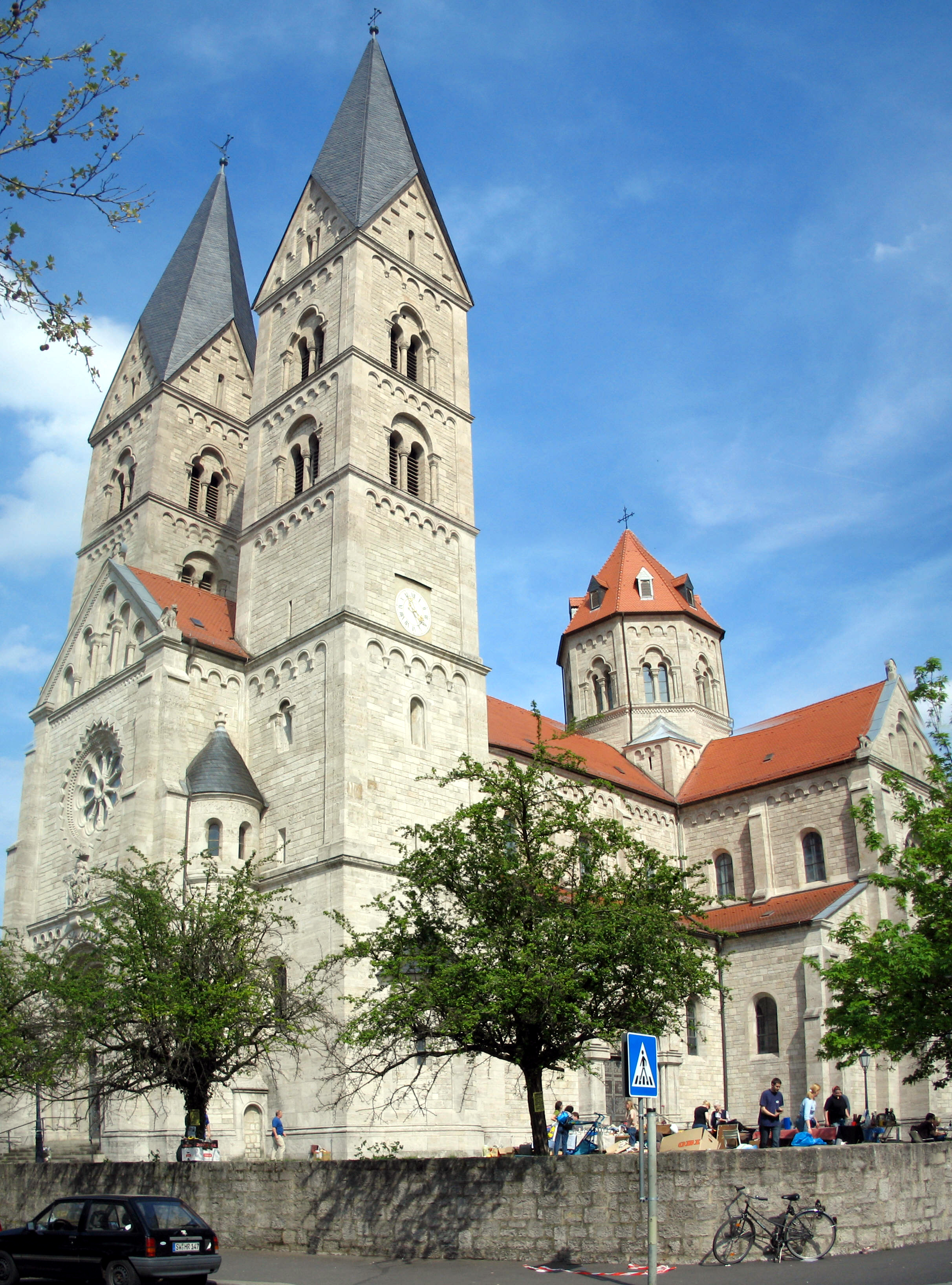
St. Adalbero

#### Pfarreiengemeinschaft St. Alfons und St. Nikolaus
- Pfarrei St. Nikolaus, Gerbrunn
- Pfarrei St. Alfons, Keesburg

#### Pfarreiengemeinschaft St. Barbara und Unsere Liebe Frau
- Pfarrei Unsere Liebe Frau, Frauenland
- Pfarrei St. Barbara, Mönchberg

Außerdem befindet sich noch auf dem Gebiet der Pfarreiengemeinschaft:
- das Kloster mit Seminar, Noviziat und Herz-Jesu-Kirche der Mariannhiller Missionare

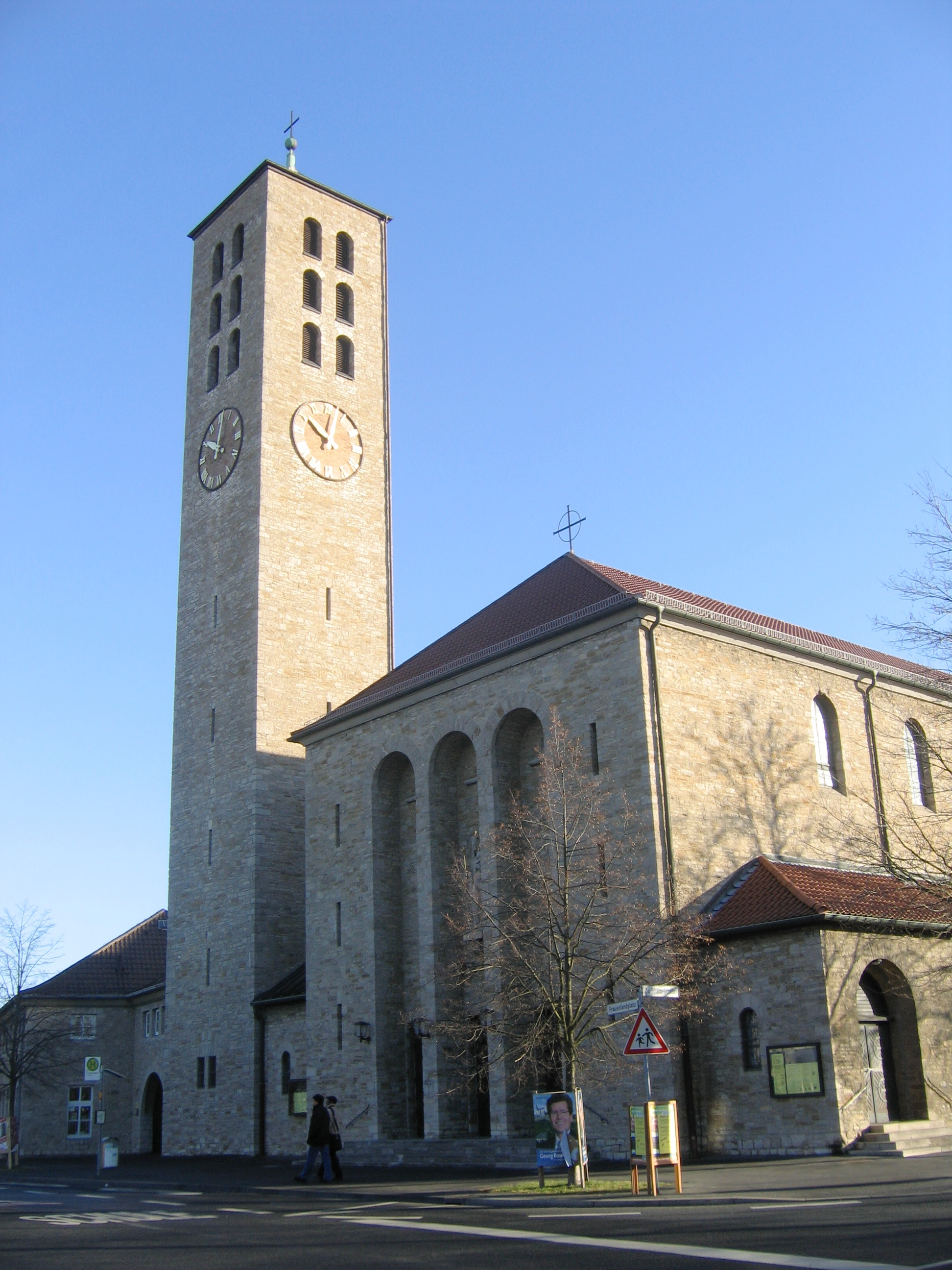
Unsere Liebe Frau
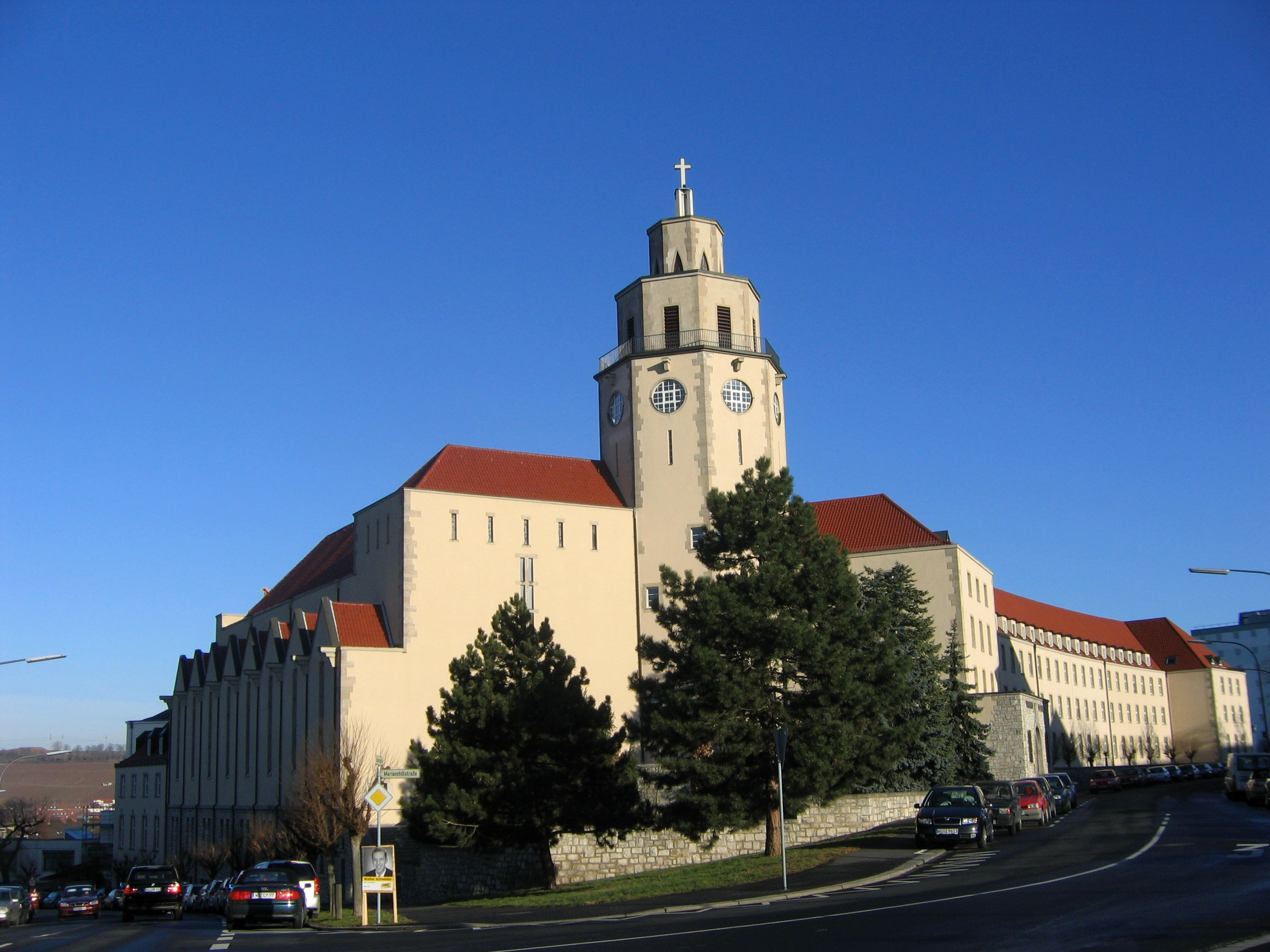
Herz-Jesu, Marianhill

#### Pfarreiengemeinschaft St. Albert und St. Jakobus
- Pfarrei St. Albert, Lindleinsmühle
- Pfarrei St. Jakobus der Ältere, Versbach (1978 dem Stadtdekanat zugeordnet)

#### Pfarreiengemeinschaft Heiligkreuz und St. Elisabeth
- Pfarrei Heiligkreuz Zellerau
- Pfarrei St. Elisabeth, Zellerau

Außerdem befinden sich noch auf dem Gebiet der Pfarreiengemeinschaft:
- das Kloster Himmelspforten, das einen Konvent der unbeschuhten Karmelitinnen, ein Konvent der Ritaschwestern und das diözesane Bildungs- und Exerzitienhaus beherbergt
- ein weiterer Konvent der Ritaschwestern

Heiligkreuz

#### Pfarreiengemeinschaft Heidingsfeld
- Pfarrei St. Laurentius, Heidingsfeld
- Pfarrei Zur Heiligen Familie, Lehmgrubensiedlung

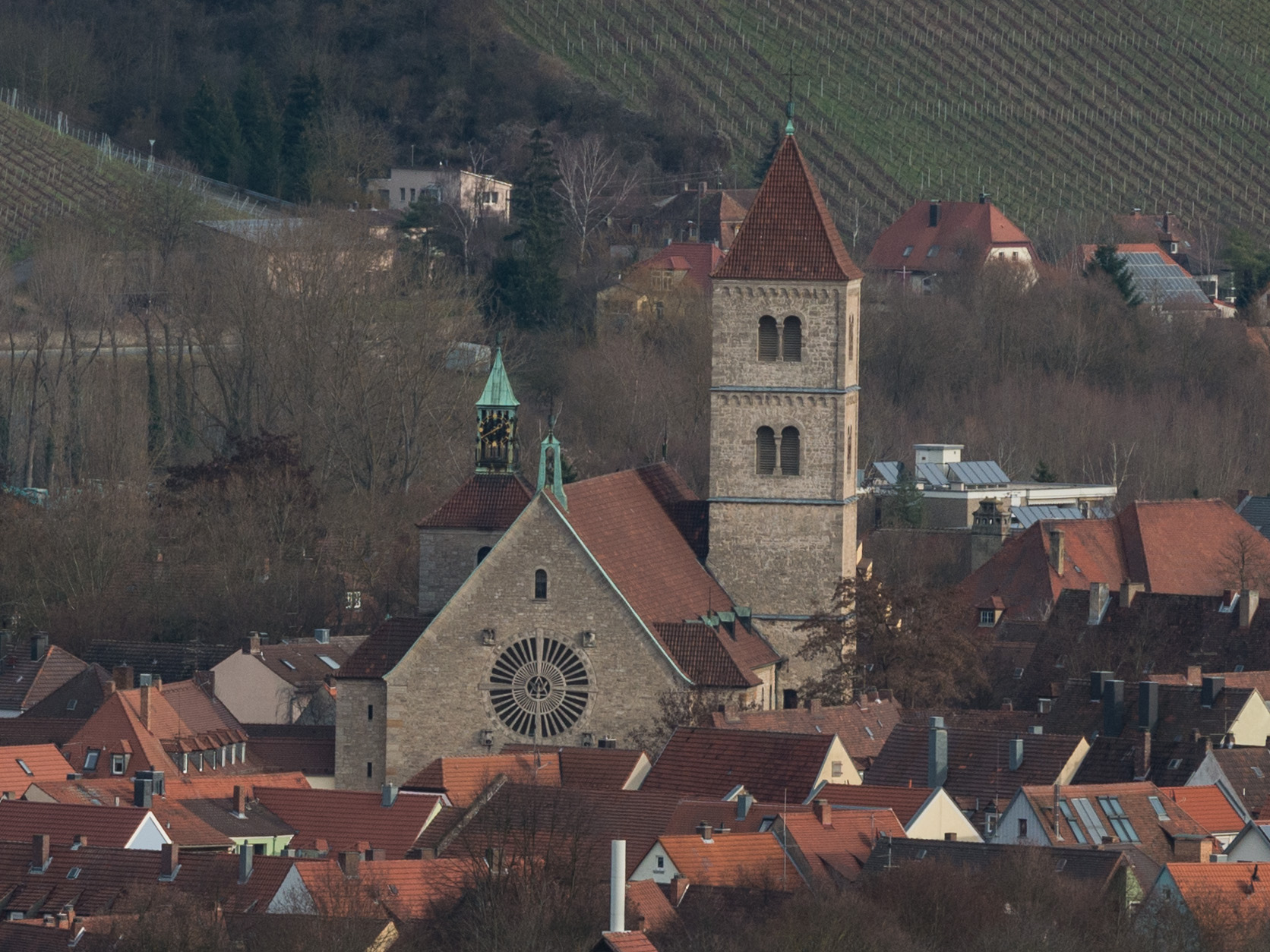
St. Laurentius
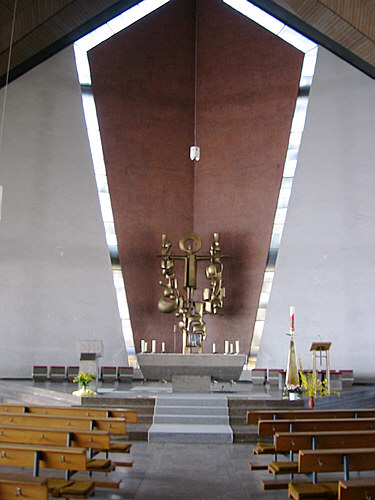
Zur Heiligen Familie

#### Pfarreiengemeinschaft St. Burkard–St. Bruno
- Pfarrei St. Burkard, Mainviertel mit Käppele (auf dem Nikolausberg) und Festungskirche Mariä Himmelfahrt
- Pfarrei St. Bruno mit Maria Königin, beide Steinbachtal

Außerdem befinden sich noch auf dem Gebiet der Pfarreiengemeinschaft:
- ein Konvent der Erlöserschwestern mit Altenheim und Familienbegegnungsstätte

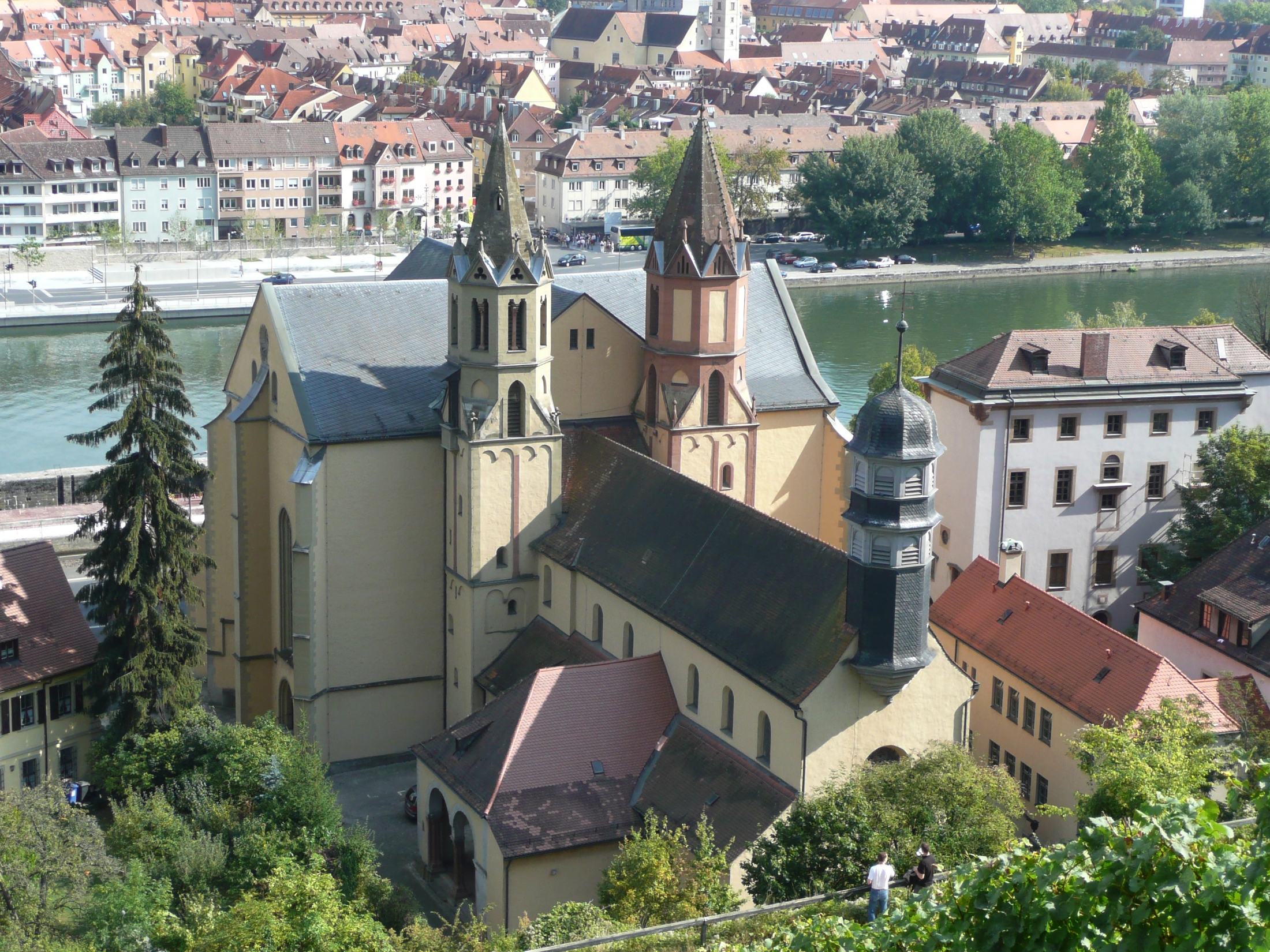
St. Burkard
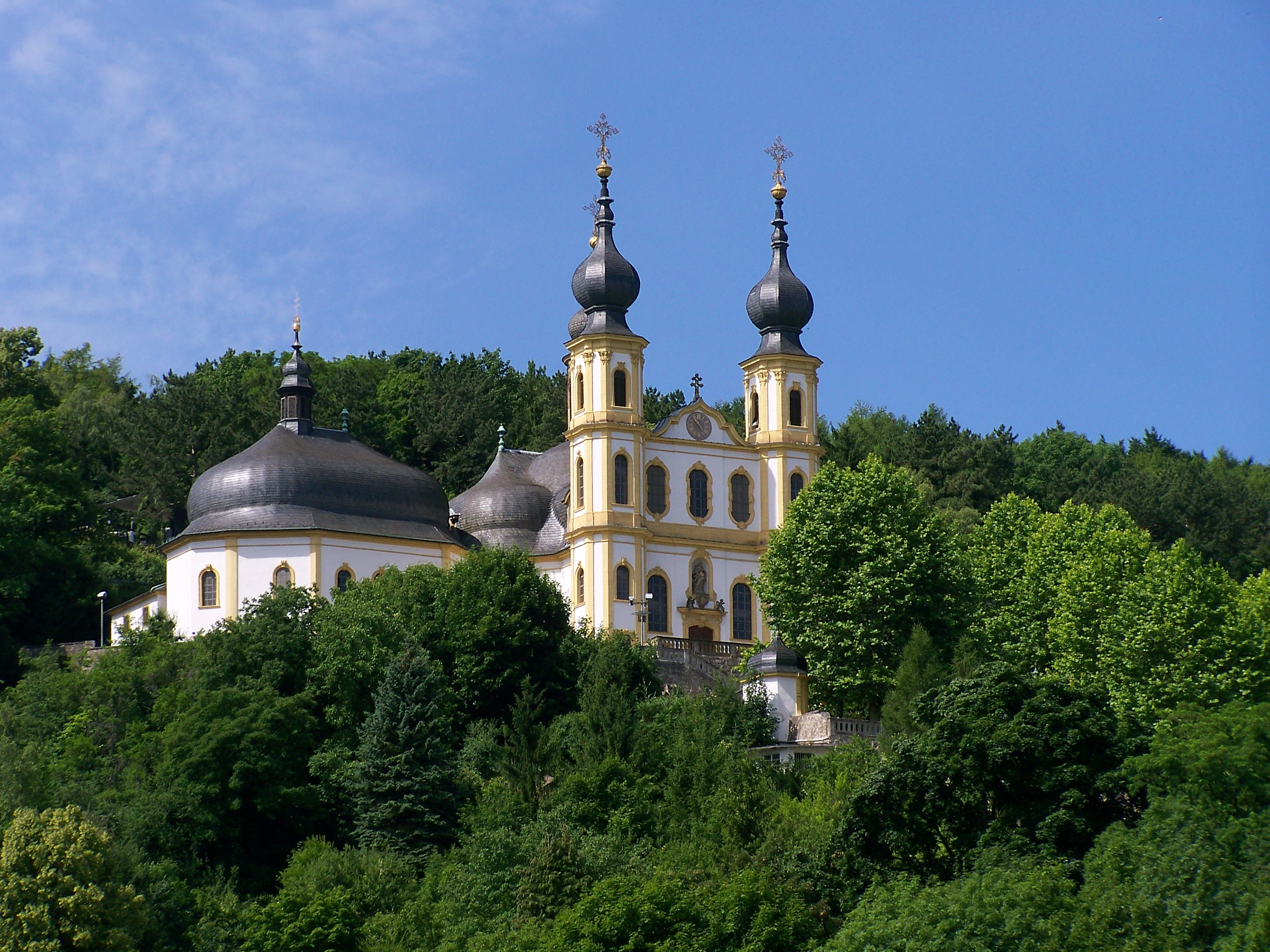
Käppele
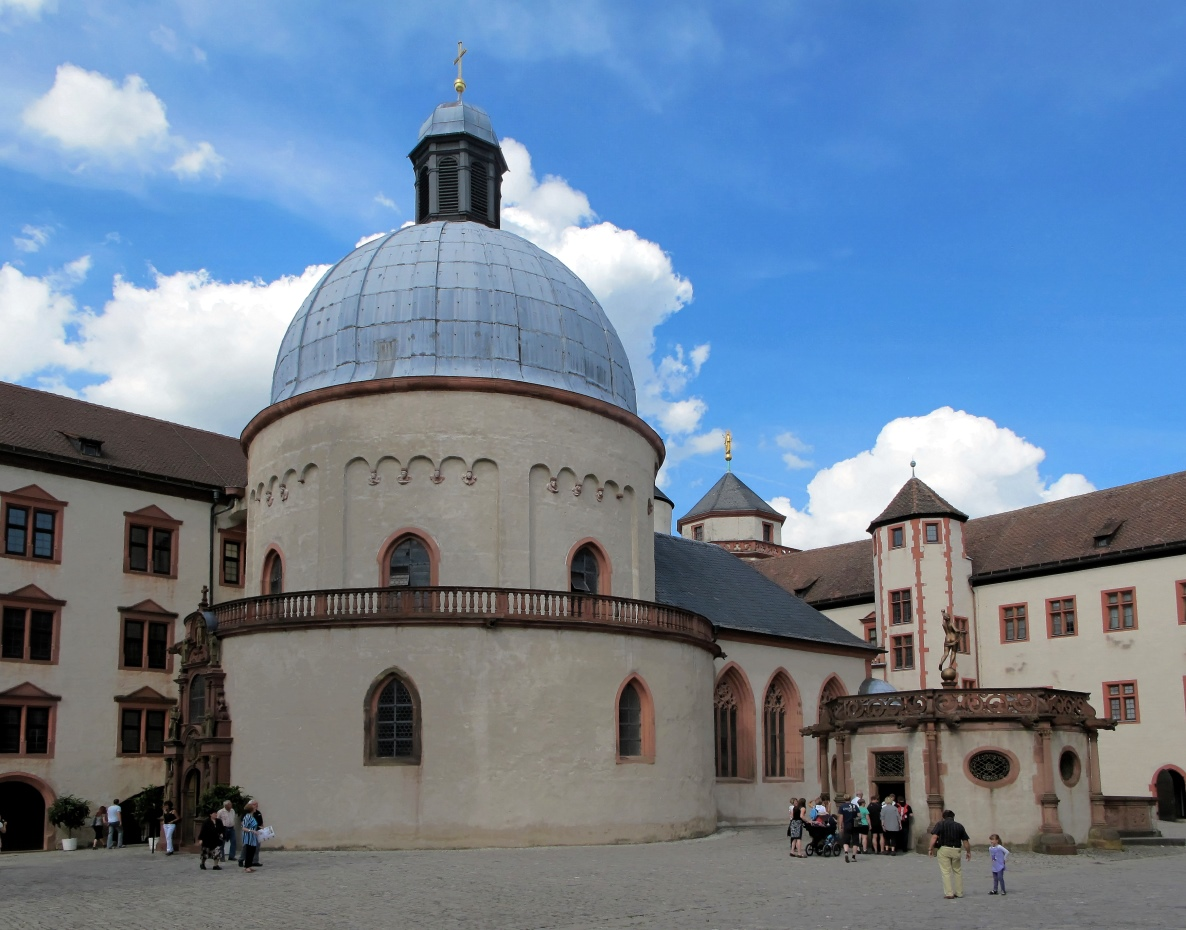
Festungskirche

#### Pfarreiengemeinschaft St. Sebastian, Heuchelhof und St. Josef, Rottenbauer
- Pfarrei St. Sebastian Heuchelhof
- Pfarrei St. Josef der Bräutigam, Rottenbauer (1975 zum Stadtdekanat hinzugekommen[7])

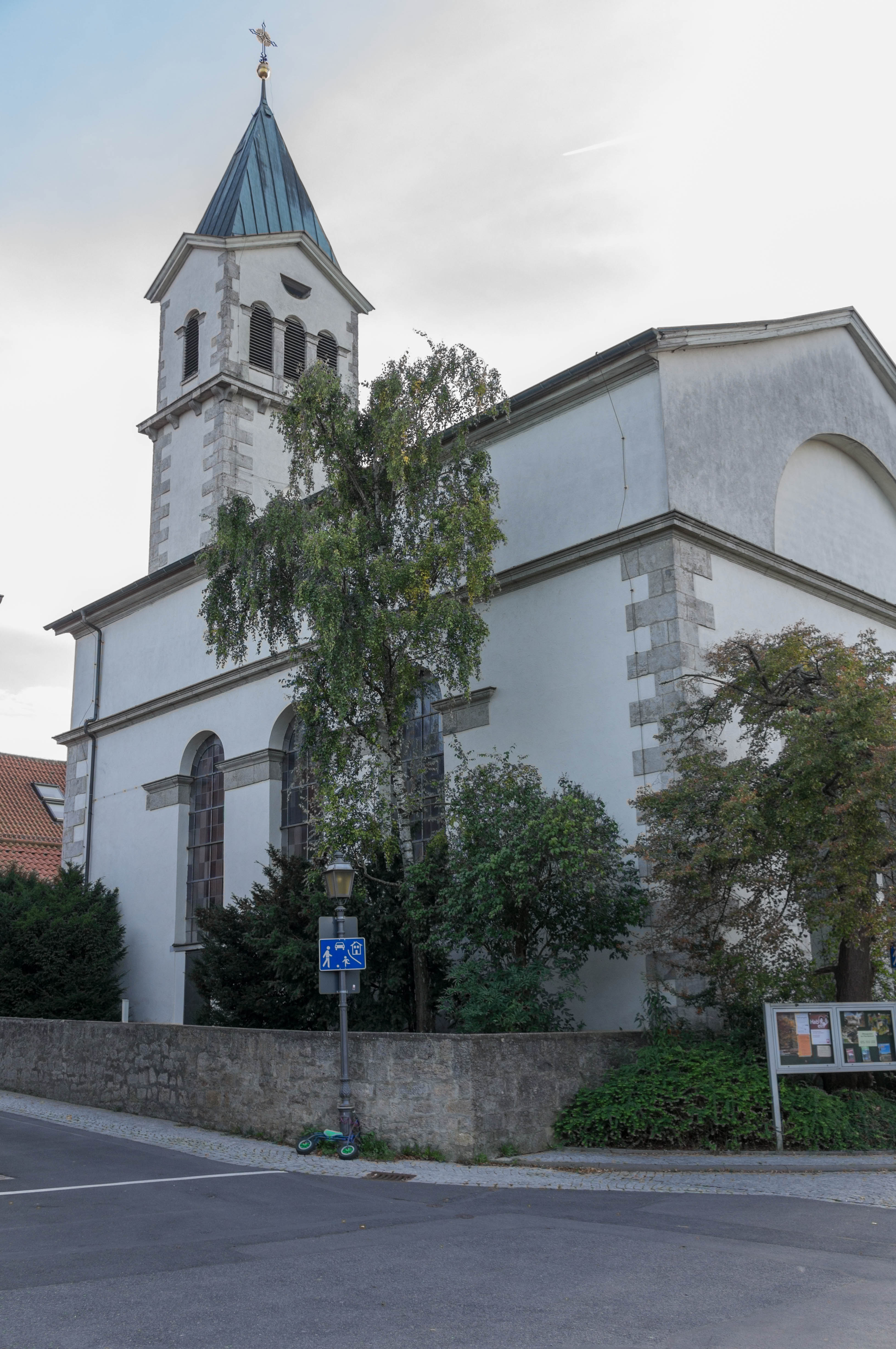
St. Josef

### Einzelpfarreien

#### Einzelpfarrei Würzburg-Grombühl
- Pfarrei St. Josef der Bräutigam, Grombühl

#### Einzelpfarrei Würzburg-Lengfeld
- Pfarrei St. Laurentius, Lengfeld mit der Kuratie St. Lioba, Pilziggrund (1878 dem Stadtdekanat zugeordnet)

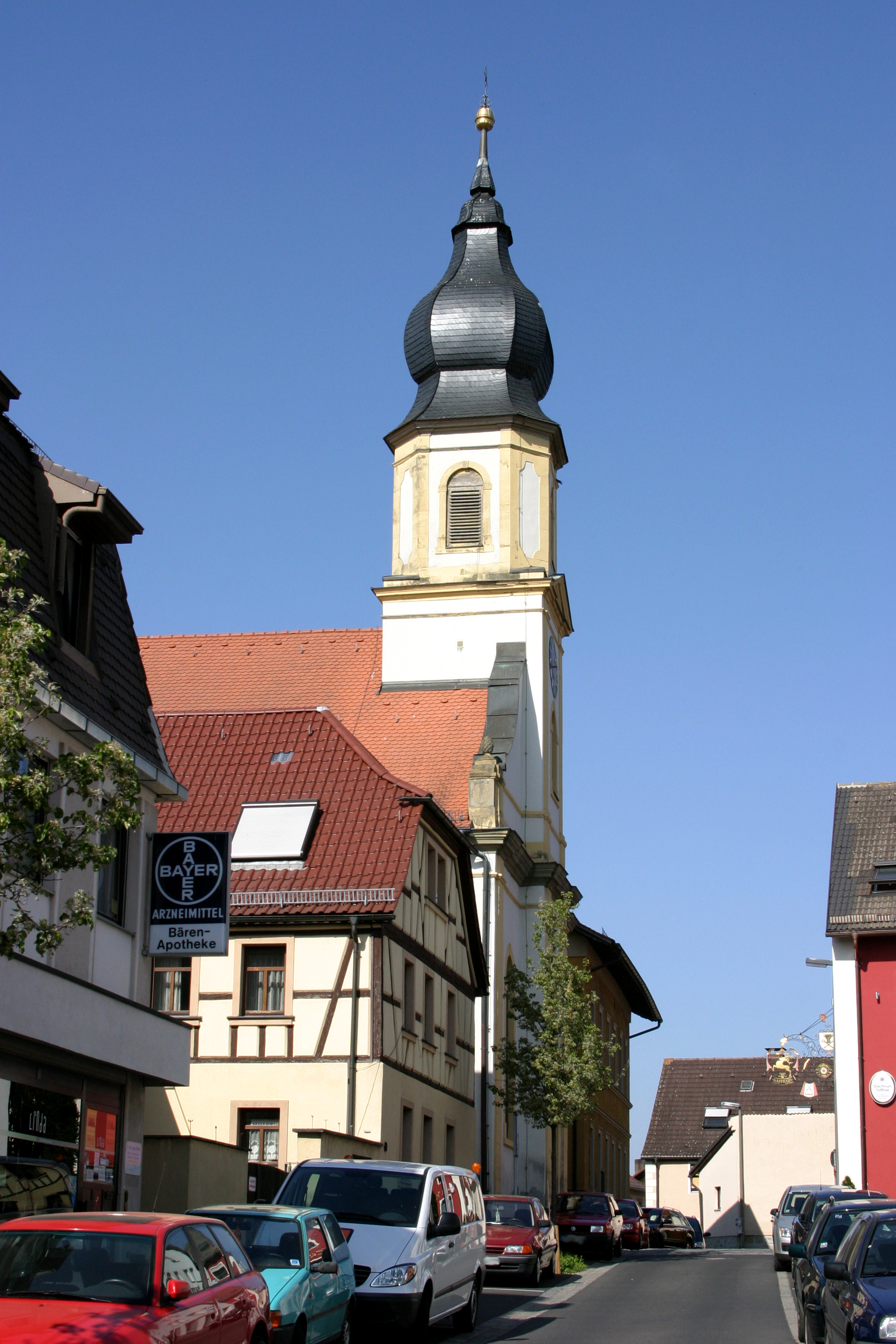
St. Laurentius

#### Einzelpfarrei des Bischöflichen Klerikalseminars St. Michael
- Pfarrei des Bischöflichen Klerikalseminars St. Michael, Innenstadt

#### Einzelpfarrei des Juliusspitals St. Kilian
- Pfarrei des Juliusspitals St. Kilian, Innenstadt